# Лески (Олевский район)
Лески (укр. Ліски) — село на Украине, основано в 1790 году, находится в Олевском районе Житомирской области.
Код КОАТУУ — 1824481303. Население по переписи 2001 года составляет 105 человек. Почтовый индекс — 11037. Телефонный код — 4135. Занимает площадь 0,44 км².

## Адрес местного совета
11037, Житомирская область, Олевский р-н, с.Жовтневое, ул.Ленина, 3